# Hossam Hassan
Hossam Hassan Hussein (Kairo, 10. kolovoza 1966.) je egipatski nogometni trener i bivši nogometaš. 
Za reprezentaciju Egipta nastupao je 169 puta i pritom postigao 69 pogodaka. S reprezentacijom je osvojio tri Afrička kupa nacija. CAF ga je svrstao na popis 30 najboljih afričkih nogometaša u periodu od 1957. do 2007. godine.
U Europi je nastupao za grčki PAOK i švicarski Xamax, dok je najviše nastupa zabilježio za najtrofejniji egipatski klub Al-Ahly S.C. iz rodnog grada. Višestruki je osvajač egipatskog prvenstva i kupa, te mnogobrojnih afričkih i arapskih natjecanja.

## Vanjske poveznice
- Hussam Hassan (na arapskom)
- Hossam Hassan na rsssf.com
- Hossam Hassan na angelfire.com